# قلعه هاچیئوجی

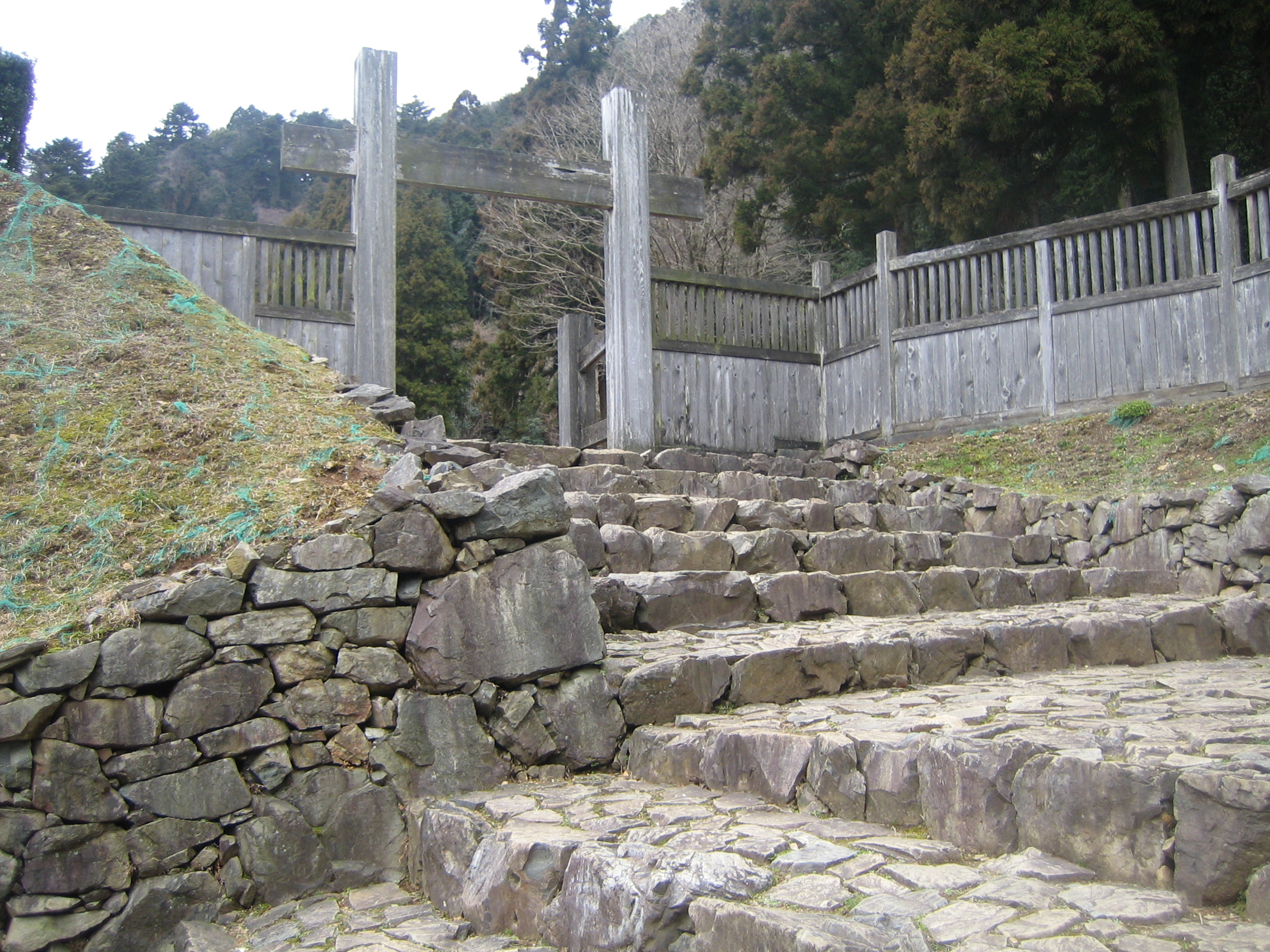

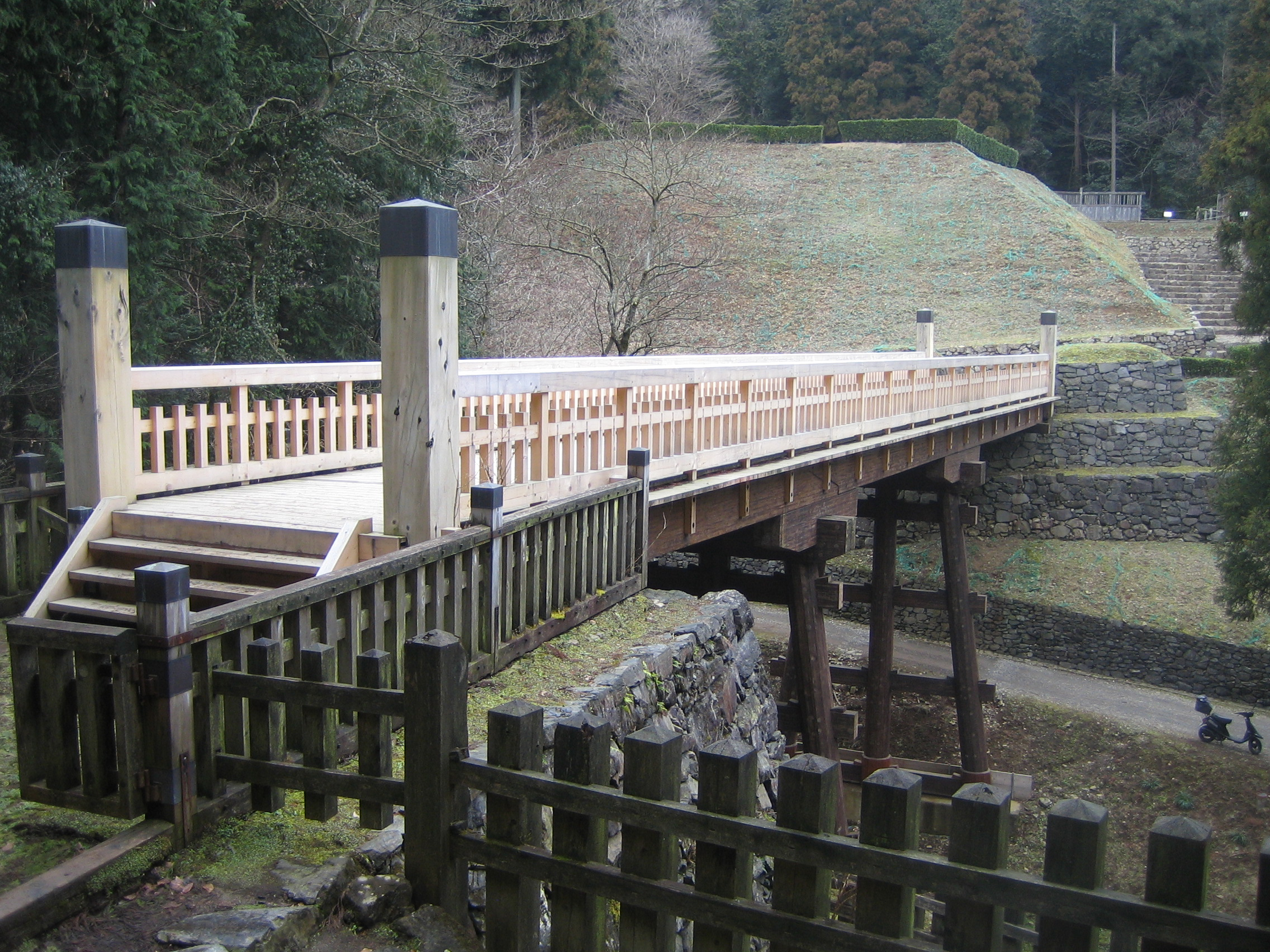

قلعه هاچی‌اوجی (به ژاپنی: 八王子城, Hachiōji-jō) یک قلعه ژاپنی است که در  هاچی‌اوجی، توکیو، ژاپن قرار دارد. این قلعه توسط هوجو اوجیترو در دهه ۱۵۷۰ ساخته شد.